# Kestius Kasparavicius
Kęstutis Kasparavičius (Aukštadvaris, Lituania, 2 de junio de 1954) es un escritor e ilustrador lituano.

## Vida
Entre 1962 y 1972 estudió en la escuela de arte de M.K. Ciurlionis, en una clase de coro. De 1972 a 1981 estudió en la academia de fine-art, en Vilna, en la curso de diseño gráfico. Desde 1984 ha estado trabajando como ilustrador y autor y ha terminado 40 libros.
Los libros de Kestutis Kasparavicius han sido traducidos a 16 idiomas. Sus trabajos han sido publicado por editoriales de diferentes lugares del mundo: Nieko Rimto, Vilnius; Esslinger Verlag, Esslingen; Coppenrath Verlag, Münster; Grimm Press, Taipéi; Boyds Mills Press, Honesdale; Agertofts Forlag, Copenhague; Papadopoulos, Atenas; Calligram, París; Fondo de Cultura Económica, México; Jakkajungsin Publishing, Seoul; Daeyeon Publishing, Seoul; Livraria Martins Fontes Editora, Sao Paulo; Editora Ática, Sao Paulo; Gotmer-Becht-Aramith, Bloemendaal; Harry N.Abrams, Nueva York; Thule Ediciones, Barcelona; Yavneh, Jerusalén.
"Bologna Children`s" lo honró como ilustrador del año 2003, en la exposición de los ilustradores de Bolonia para la excelencia. Sus ilustraciones han seleccionadas para la exposición de los "Fair`s" once veces. Kestutis fue también premiado con la "Pluma de oro" de Belgrado en 1990, y "Premio Ilustrador Internacional" Barcelona, Cataluña, 1994.
La tecnología preferida de Kestutis es la acuarela.